# The People That We Love
The People That We Love è un singolo del gruppo rock britannico Bush, pubblicato nel 2001 ed estratto dall'album Golden State.
Il titolo iniziale del brano, ovvero Speed Kills, è stato modificato in seguito agli attentati dell'11 settembre 2001.

## Tracce
- CD (AUS)

1. The People That We Love - 4:03
2. American Eyes - 3:36
3. The People That We Love [Golden Dub Mix] - 5:42